# 寰宇大战略
寰宇大战略（英語：Strategy Room），是凤凰卫视的一档周播评论类节目，主持人是邱震海，该栏目自2012年1月1日起开播，后于2016年年底宣布停播。其官方宣称：“节目播出期间以针对当前世界各国、各集团之间在重大利益领域展开的战略博弈，进行了全方位、多角度、有深度的展示和探讨，揭示了在全球化背景下各主要国家全球战略的最新格局和动态，并提出了一些适当的对策建议”。

## 冠名
- 2012-2013年，节目由郎酒集团冠名，定名为《红花郎·寰宇大战略》。
- 2014年，节目改由中国太平冠名。
- 2015年，本節目無任何冠名贊助商。
- 2016年起，本節目由西咸新区冠名。

## 播出频道及时间
本章节中所示内容均因该栏目已停播而失效
- 凤凰卫视中文台：香港时间周日19：45-20：30首播，周一2：00-2：45、9：00-9：45重播。
- 凤凰卫视欧洲台：格林威治时间周日18：30-19：15首播，周一4：20-5：05重播。
- 凤凰卫视美洲台：美国西岸时间周日15：15-16：00首播，周一0：00-0：45重播。
- 凤凰卫视澳洲版：悉尼时间周一3：30-4：15首播，13：20-14：05重播。

## 主要讨论话题
- 南海问题（2012.4.1、4.15、4.29、5.6、5.13、5.20、5.27、6.10、7.29、2013.10.13）
- 钓鱼岛、中日关系（2012.7.15、8.19、9.16、9.23、9.30、11.4、2013.1.20、2.3、2.17、4.7、5.5、5.19、7.28、8.11、9.22、12.1）
- 中国改革（2012.10.28、11.25、2013.1.6、1.3、2.10、2013.12.29、2014.1.5）
- 监听（2013.6.16、7.14、9.29）
- “对话系列”（2014.4.13-6.15，5月25日除外）